# Ronny Hafsås
Ronny André Hafsås (Nordfjordeid, 14 de noviembre de 1985) es un deportista noruego que compitió en biatlón. Ganó una medalla de bronce en el Campeonato Europeo de Biatlón de 2010, en la prueba de velocidad.

## Palmarés internacional
| Campeonato Europeo | Campeonato Europeo | Campeonato Europeo | Campeonato Europeo |
| Año                | Lugar              | Medalla            | Prueba             |
| ------------------ | ------------------ | ------------------ | ------------------ |
| 2010               | Otepää (Estonia)   | Medalla de bronce  | Velocidad          |